# Tramwaje we Władywostoku

Schemat tras tramwajowych we Władywostoku

Tramwaje we Władywostoku – system tramwajowy funkcjonujący w rosyjskim mieście Władywostok.

## Historia
23 czerwca 1908 rozpoczęto budowę pierwszej linii tramwajowej we Władywostoku. Jednak z powodu niewystarczających środków finansowych budowę przerwano. Budowę linii wznowiono w 1911. Uroczyste uruchomienie linii tramwaju wąskotorowego (1000 mm) nastąpiło 9 października 1912. Regularne kursy rozpoczęto 27 października. W latach 1915–1917 budowano linię tramwajową od stacji towarowej do Первая Речка. Linię tę otwarto w 1917. W 1928 otwarto linię Первой Речки – Рабочей Слободки. W 1934 rozpoczęto przekuwać tory z rozstawu 1000 na 1524 mm i jeszcze w tym samym roku przekuto całą sieć. W latach 1962–1964 otwarto dwie nowe linie:
- 3: Луговая – 3-я Рабочая
- 4: Вокзал – Сахалинская

Do 1967 uruchomiono także linię nr 5: Вокзал – Баляева. W latach 70. XX w. otwarto linię nr 6: Сахалинская – Баляева. W 1981 otwarto drugą we Władywostoku zajezdnię tramwajową przy ulicy Borisenko dla 150 wagonów. W 1986 otwarto linię nr 7: Вокзал – 3-я Рабочая – Гормолококомбинат. Na początku lat 90. XX w. we Władywostoku było 140 tramwajów z czego około 100 wyjeżdżało na trasy o długości ponad 40 km.
Od 1994 rozpoczęła się powolna likwidacja tramwajów we Władywostoku. W 2011 pozostawiono czynną jedną linię tramwajową o nr 6, która kursowała na trasie Сахалинская – Минный городок. Z powodu prac wodociągowo-kanalizacyjnych na początku czerwca zbudowano tymczasową pętlę Стадион i od 4 czerwca 2011 tramwaje na linii nr 6 kursują na trasie:
- Стадион – Минный городок

W związku ze skróceniem linii została ona odcięta od zajezdni i 12 wagonów potrzebnych do obsługi skróconej linii nr 6 na noc pozostaje na pętli Минный городок. W mieście obecnie działa jedna zajezdnia tramwajowa.

## Linia
Obecnie we Władywostoku działa jedna linia tramwajowa:
| Linia | Trasa                        | Czas przejazdu |
| ----- | ---------------------------- | -------------- |
| 6     | Sachalińska – Minnyy gorodok | 56 minut       |

## Tabor
W 1917 we Władywostoku było 14 tramwajów. Obecnie w eksploatacji znajduje się 49 tramwajów:
| Typ     | Liczba |
| ------- | ------ |
| KTM-5   | 4      |
| KTM-8K  | 14     |
| KTM-5A  | 8      |
| RWZ-6M2 | 8      |
| LM-93   | 5      |

Tabor techniczny składa się z 7 tramwajów.